# Хайкендорф
Хайкендорф (нем. Heikendorf) — община в Германии, в земле Шлезвиг-Гольштейн. 
Входит в состав района Плён. Подчиняется управлению Шрефенборн.  Население составляет 8225 человек (на 31 декабря 2010 года). Занимает площадь 14,72 км².

## Известные жители и уроженцы
- Георг Бурместер (1864—1936) — художник.

## Фотографии

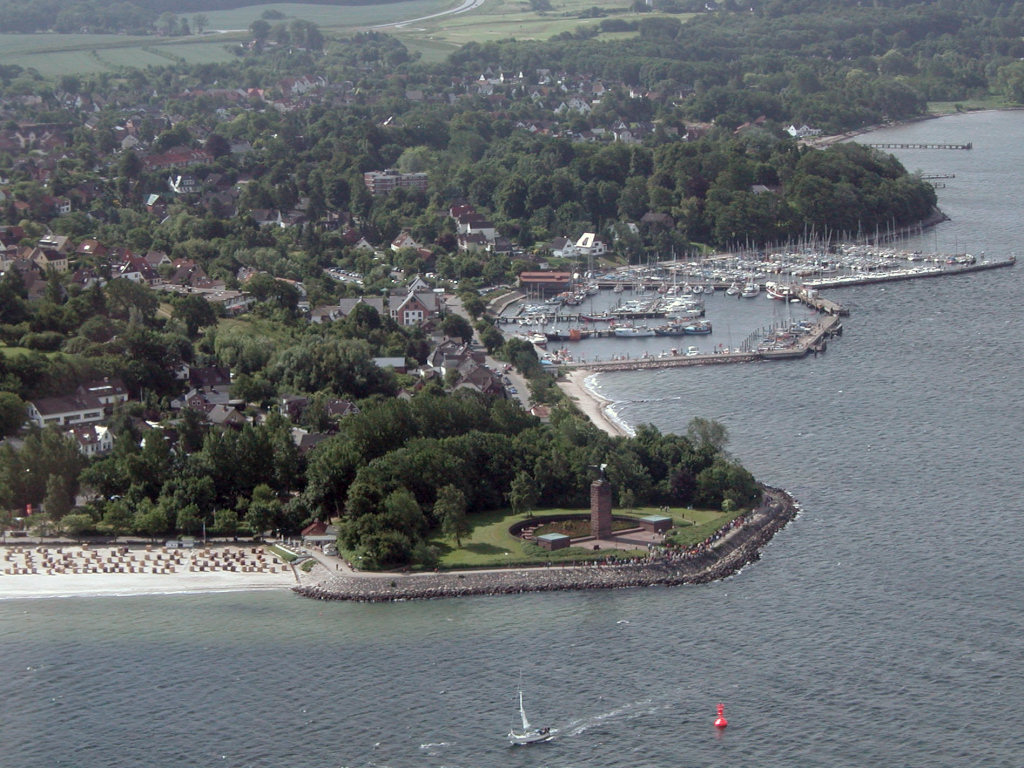
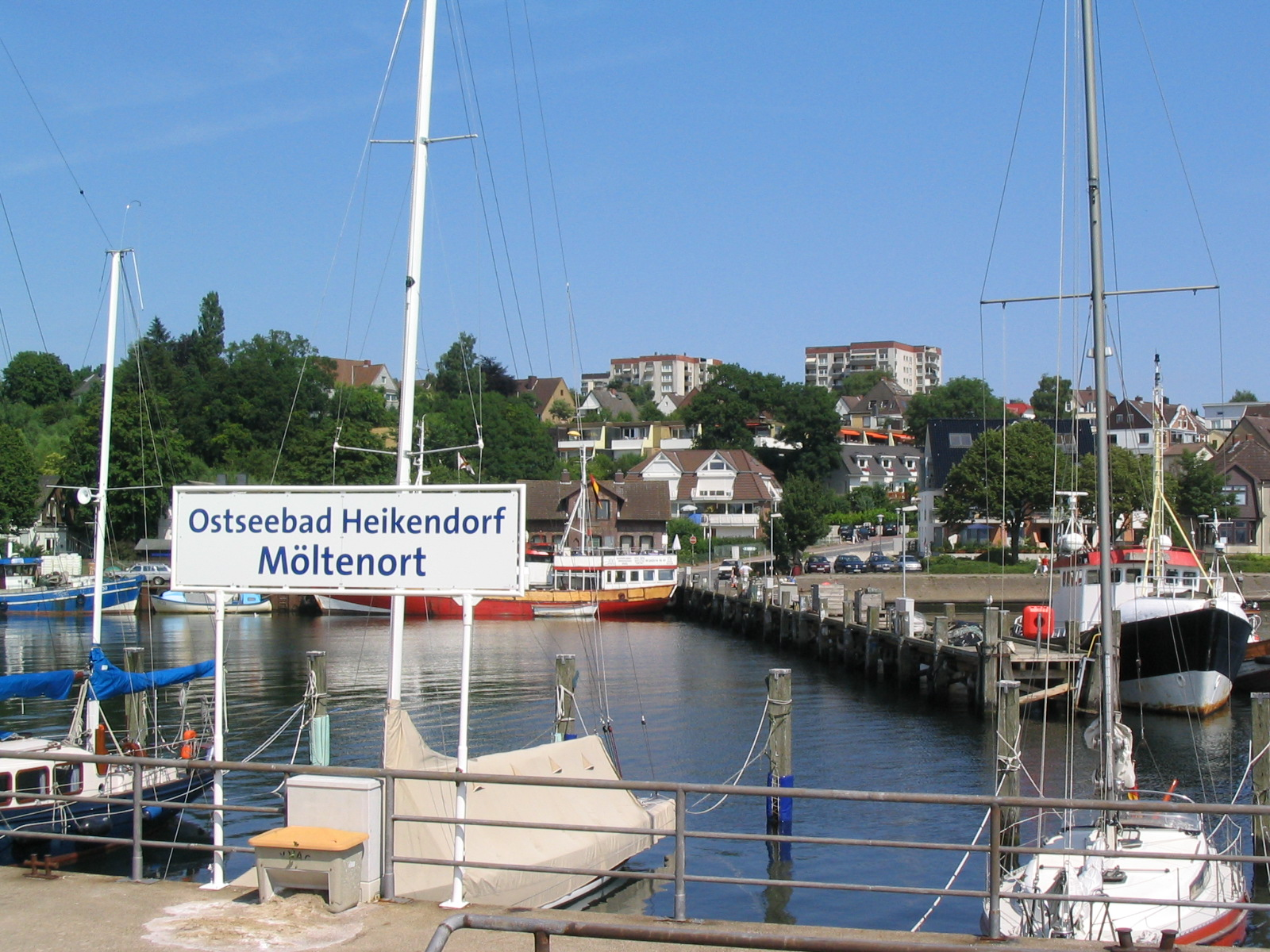
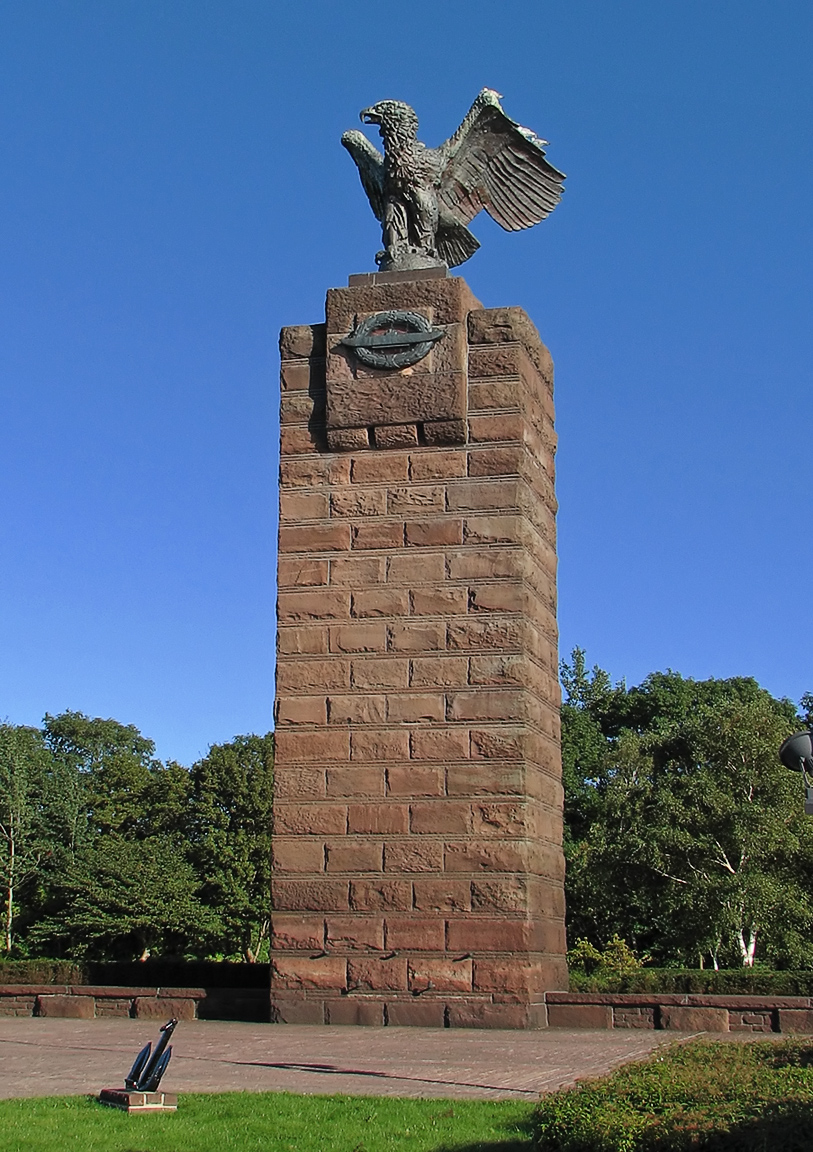
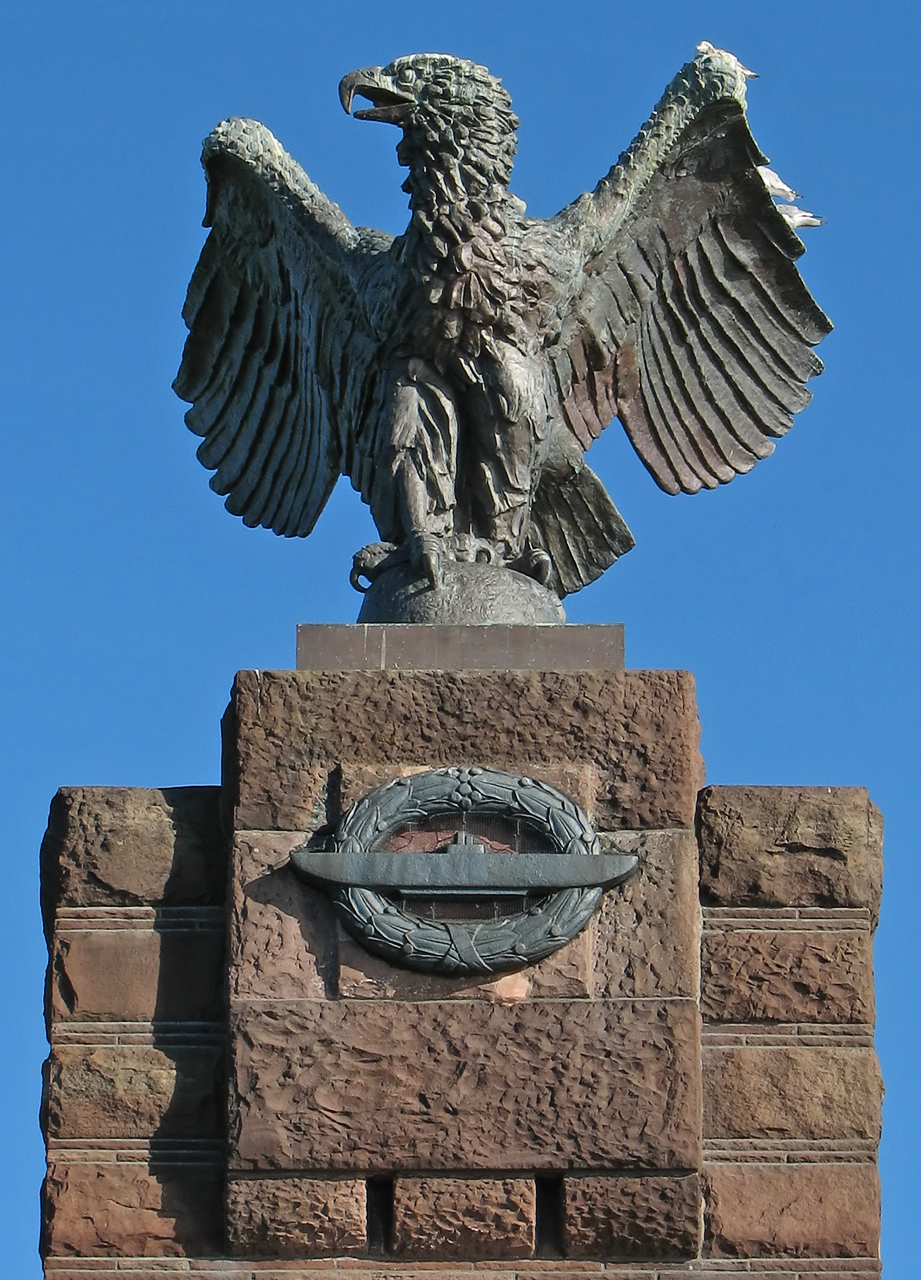